# Lago Limingen
El lago Limingen (en noruego: Limingen; en sami meridional: Lyjmede) es un destacado lago de agua dulce de Noruega, con 93,50 km², el octavo más extenso del país. El lago está situado a 418 m s. n. m., tiene una profundidad máxima de 192 metros  y su volumen se calcula en 8,34 km³. Administrativamente, el lago se encuentra en la provincia de Trøndelag y limita con los municipios de Røyrvik y Lierne.
El lago se encuentra muy próximo a la frontera con Suecia, en un área donde hay bastantes lagos de un tamaño similar: en Noruega, al sur, el lago Tunnsjøen (100,18 km²) y al norte el Namsvatnet (39,38 km²); en Suecia, los lagos Stor-balsjön, Storjön y Kvambergsvattnet.
El nivel del lago está regulado mediante presas. En el extremo norte del lago Limingen, el río Røyrvikelva desagua en el lago Vektaren (9,22 km²) a través de una presa. El agua fluye a través de un túnel hasta la central eléctrica de Røyrvikfoss, localizada en la localidad de Røyrvik.  En el extremo sur del lago, cerca del pueblo de Limingen en el municipio de Lierne, el agua sale a través de otro túnel hasta el lago Tunnsjøen a través de la central eléctrica de Tunnsjø, así como hacia la central eléctrica de Linvasselv, ya en territorio sueco. El nivel del agua varía aproximadamente hasta 10 metros.